# Jean Coggia
Pour les articles homonymes, voir Coggia (homonymie).
Jean Coggia, né le 14 novembre 1916 à Tébessa et mort pour la France le 24 février 1943 à Pont-du-Fahs, est un médecin et militaire français, Compagnon de la Libération. Étudiant en médecine, engagé dans l'armée au début de la Seconde Guerre mondiale, il rejoint ensuite la France libre et utilise sa fonction de médecin comme couverture tout en opérant clandestinement comme agent de renseignement pour les forces alliées. Plusieurs fois dénoncé et arrêté, il est tué par les Allemands en tentant de rejoindre les lignes alliées après une évasion.

## Biographie

### Jeunesse et engagement
Jean Coggia naît le 14 novembre 1916 à Tébessa, alors dans le département de Constantine en Algérie française où sa famille d'origine corse s'est installée. Fils d'un conducteur des ponts et chaussées, il s'oriente vers la médecine et suit les cours de la faculté de médecine de Montpellier.

### Seconde Guerre mondiale
Au déclenchement de la Seconde Guerre mondiale, Jean Coggia s'engage dans l'armée de l'air et est basé à Versailles avec le grade d'aspirant. Lors de la bataille de France, il est évacué vers Rabat, au Maroc, avec son unité. Après l'armistice du 22 juin 1940, il est démobilisé et s'établit à Alger où il reprend ses études de médecine. Cependant, désireux de poursuivre la lutte contre le troisième Reich, il cherche à rejoindre la France libre à Londres. Ayant acheté et équipé un bateau de pêche, il tente d'embarquer à Fort-de-l'eau, près d'Alger, en compagnie d'autres résistants. Probablement dénoncé, le groupe est arrêté par la police du régime de Vichy avant d'avoir pu quitter l'Algérie. Libéré sur parole, Jean Coggia s'enfuit en Tunisie mais est à nouveau arrêté et comparait cette fois devant le tribunal militaire maritime de Bizerte. Condamné à deux ans de prison, il purge sa peine à la prison de Tunis et prépare une évasion. Cependant en novembre 1942, les alliés débarquent à Tunis et à Bizerte et il bénéficie de la mesure de libération des prisonniers gaullistes décidée par l'amiral Esteva.
Enfin engagé dans les forces françaises libres, il intègre le service de renseignement créé deux ans plus tôt par feu André Mounier et travaille pour l'Intelligent Service. Chargé de mission de 2e classe et promu lieutenant, il s'installe à Bizerte et utilise sa fonction de médecin comme couverture. Exerçant dans un dispensaire, il est clandestinement en relation avec le major Dick Jones, chef de réseau à l'Intelligence Service, et installe un poste émetteur avec lequel il donne aux services de renseignements alliés des informations sur les mouvements des troupes allemandes et italiennes. Son activité clandestine est remarquée par un employé de son dispensaire qui le dénonce. Arrêté le 20 janvier 1943 par les Allemands qui le livrent à la police française, il parvient à s'échapper en sautant du deuxième étage, menottes aux poings. Après s'être caché quelques jours à Tunis, il retrouve Dick Jones avec lequel il tente de rejoindre les troupes françaises au sud de la Tunisie. Le 23 février 1943, les deux hommes traversent les lignes allemandes et italiennes mais sont interceptés le lendemain par des soldats de la Wehrmacht à la gare de Thibica, près de Pont-du-Fahs. Après avoir abattu trois Allemands dans le combat qui s'ensuit, Jean Coggia est blessé et achevé sur place. Inhumé à Pont-du-Fahs, son corps est transféré à Bône en juin 1943 puis à Toulouse.

## Décorations
|  |  |  |  |  |  |
|  |  |  |  |  |  |

| Chevalier de la Légion d'honneur | Chevalier de la Légion d'honneur | Compagnon de la Libération | Compagnon de la Libération | Croix de guerre 1939-1945 Avec une palme | Croix de guerre 1939-1945 Avec une palme |
| Mention in dispatch              |                                  |                            |                            |                                          |                                          |